# Challenger Cup de Voleibol Masculino de 2022
A Challenger Cup de Voleibol Masculino de 2022 foi a 3.ª edição deste torneio anual com promoção da Federação Internacional de Voleibol (FIVB) para a Liga das Nações. O torneio foi sediado em Seul, na Coreia do Sul, de 28 a 31 de julho.
Após vitória por 3 sets a 1 sobre a seleção turca, a seleção cubana conquistou seu primeiro título da competição e substituirá a seleção australiana – última equipe desafiante na Liga das Nações de 2022 – na edição de 2023. Na disputa pelo terceiro lugar, a equipe anfitriã do torneio venceu a seleção checa por 3 sets a 2.

## Equipes participantes
As seguintes seleções foram qualificadas para a Challenger Cup de 2022.
| Equipe        | Qualificação                          | Qualificação                          | Última aparição |
| ------------- | ------------------------------------- | ------------------------------------- | --------------- |
| Coreia do Sul | País-sede                             | País-sede                             | Estreante       |
| Catar         | Melhor ranqueado                      | AVC                                   | Estreante       |
| Chile         | Melhor ranqueado                      | CSV                                   | 2019            |
| Cuba          | Melhor ranqueado                      | NORCECA                               | 2019            |
| Tunísia       | Melhor ranqueado                      | CAVB                                  | Estreante       |
| Turquia       | Campeão da Liga Europeia Ouro de 2021 | Campeão da Liga Europeia Ouro de 2021 | 2019            |
| Chéquia       | Campeão da Liga Europeia Ouro de 2022 | Campeão da Liga Europeia Ouro de 2022 | 2018            |
| Austrália     | Rebaixado da Liga das Nações de 2022  | Rebaixado da Liga das Nações de 2022  | Estreante       |

## Regulamento
O torneio foi disputado em sistema eliminatório, em partidas únicas, composto por quartas de final, semifinais, disputa pelo terceiro lugar e final. A seleção anfitriã do torneio teve vaga garantida para o torneio e ficou na primeira posição. As sete equipes restantes foram alocadas da 2ª à 8ª posições de acordo com o ranking mundial da FIVB em 10 de julho de 2022.
Os perdedores das quartas de final foram eliminados e ordenados de 5º a 8º na classificação final de acordo com os critérios de desempate entre as equipes.
A equipe campeã garantiu vaga para a Liga das Nações de 2023.

## Local das partidas
| Seul, Coreia do Sul          |
| Ginásio de Estudantes Jamsil |
| ---------------------------- |
| Capacidade: 7 500            |

## Resultados
|  | Quartas de final | Quartas de final |               |               | Semifinais     | Semifinais     |  |  | Final       | Final |
|  |                  |                  |               |               |                |                |  |  |             |       |
|  | 28 de julho      |                  |               |               |                |                |  |  |             |       |
|  |                  |                  |               |               |                |                |  |  |             |       |
|  | Cuba             | 3                |               |               |                |                |  |  |             |       |
|  | Cuba             | 3                | 30 de julho   |               |                |                |  |  |             |       |
|  | Chile            | 0                |               |               |                |                |  |  |             |       |
|  | Chile            | 0                | Cuba          | 3             |                |                |  |  |             |       |
|  | 29 de julho      |                  | Cuba          | 3             |                |                |  |  |             |       |
|  |                  | Chéquia          | 0             |               |                |                |  |  |             |       |
|  | Tunísia          | Chéquia          | 0             | 1             |                |                |  |  |             |       |
|  | Tunísia          |                  | 31 de julho   | 1             |                |                |  |  |             |       |
|  | Chéquia          | 3                |               |               |                |                |  |  |             |       |
|  | Chéquia          | 3                | Cuba          | 3             |                |                |  |  |             |       |
|  | 28 de julho      |                  | Cuba          | 3             |                |                |  |  |             |       |
|  |                  | Turquia          | 1             |               |                |                |  |  |             |       |
|  | Coreia do Sul    | Turquia          | 1             | 3             |                |                |  |  |             |       |
|  | Coreia do Sul    | 30 de julho      |               | 3             |                |                |  |  |             |       |
|  | Austrália        | 2                |               |               |                |                |  |  |             |       |
|  | Austrália        | 2                | Coreia do Sul | 0             | Terceiro lugar | Terceiro lugar |  |  |             |       |
|  | 29 de julho      |                  | Coreia do Sul | 0             | Terceiro lugar | Terceiro lugar |  |  |             |       |
|  |                  | Turquia          | 3             |               |                |                |  |  |             |       |
|  | Turquia          | Turquia          | 3             | 3             | Chéquia        | 2              |  |  |             |       |
|  | Turquia          |                  |               | 3             | Chéquia        | 2              |  |  |             |       |
|  | Catar            | 1                |               | Coreia do Sul | 3              |                |  |  |             |       |
|  | Catar            | 1                |               |               | 3              |                |  |  |             |       |
|  |                  |                  |               |               |                |                |  |  | 31 de julho |       |
|  |                  |                  |               |               |                |                |  |  |             |       |

- Todas as partidas seguem o horário local (UTC+9).

### Quartas de final
| Data   | Hora  |               | Placar |           | Set 1 | Set 2 | Set 3 | Set 4 | Set 5 | Total   | Relatório |
| ------ | ----- | ------------- | ------ | --------- | ----- | ----- | ----- | ----- | ----- | ------- | --------- |
| 28 jul | 15:30 | Cuba          | 3–0    | Chile     | 25–20 | 25–19 | 25–19 |       |       | 75–58   | Relatório |
| 28 jul | 19:00 | Coreia do Sul | 3–2    | Austrália | 23–25 | 25–23 | 25–18 | 22–25 | 15–13 | 110–104 | Relatório |
| 29 jul | 12:00 | Turquia       | 3–1    | Catar     | 25–23 | 25–16 | 22–25 | 25–15 |       | 97–79   | Relatório |
| 29 jul | 15:30 | Tunísia       | 1–3    | Chéquia   | 16–25 | 25–17 | 26–28 | 16–25 |       | 83–95   | Relatório |

### Semifinais
| Data   | Hora  |               | Placar |         | Set 1 | Set 2 | Set 3 | Set 4 | Set 5 | Total | Relatório |
| ------ | ----- | ------------- | ------ | ------- | ----- | ----- | ----- | ----- | ----- | ----- | --------- |
| 30 jul | 12:00 | Cuba          | 3–0    | Chéquia | 25–22 | 25–18 | 25–18 |       |       | 75–58 | Relatório |
| 30 jul | 15:30 | Coreia do Sul | 0–3    | Turquia | 24–26 | 21–25 | 22–25 |       |       | 67–76 | Relatório |

### Terceiro lugar
| Data   | Hora  |         | Placar |               | Set 1 | Set 2 | Set 3 | Set 4 | Set 5 | Total   | Relatório |
| ------ | ----- | ------- | ------ | ------------- | ----- | ----- | ----- | ----- | ----- | ------- | --------- |
| 31 jul | 12:00 | Chéquia | 2–3    | Coreia do Sul | 19–25 | 16–25 | 26–24 | 25–23 | 20–22 | 106–119 | Relatório |

### Final
| Data   | Hora  |      | Placar |         | Set 1 | Set 2 | Set 3 | Set 4 | Set 5 | Total | Relatório |
| ------ | ----- | ---- | ------ | ------- | ----- | ----- | ----- | ----- | ----- | ----- | --------- |
| 31 jul | 15:45 | Cuba | 3–1    | Turquia | 25–17 | 23–25 | 25–20 | 25–20 |       | 98–82 | Relatório |

## Classificação final
| Campeão | Vice-campeão | Terceiro lugar |
| CubaOsniel Melgarejo · Julio César Cardenas · Michael Sánchez · Javier Concepción · Yonder García · Miguel David Gutiérrez · Lyvan Taboada · Jesús Herrera Jaime · Adrián Goide · Roamy Alonso · Miguel Ángel López · Marlon Yant Herrera | TurquiaYasin Aydın · Metin Toy · Baturalp Güngör · Vahit Emre Savaş · Burutay Subaşı · Mirza Lagumdzija · Arslan Ekşi · Adis Lagumdzija · Faik Samet Güneş · Murat Yenipazar · Berkay Bayraktar · Volkan Döne · Doğukan Ulu | Coreia do SulIm Dong-hyeok · Han Sun-soo · Hwang Kyung-min · Jeong Min-su · Park Kyeong-min · Hwang Taek-eui · Park Jin-woo · Kim Kyu-min · Kwak Seung-suk · Na Gyeong-bok · Choi Min-ho · Lim Sung-jin · Heo Su-bong · Shin Yung-suk |

| 4 | Chéquia   |
| 5 | Austrália |
| 6 | Tunísia   |
| 7 | Catar     |
| 8 | Chile     |

Fonte: Volleyball World